# Одисеја
Одисеја (грч. Οδύσσεια []) је јуначки епски спев. Претпоставља се да је овај еп настао у 8. веку п. н. е. у грчким колонијама у северозападној Малој Азији.
Данашњи облик добио је у 6 веку пре. н. е. у Атини у време Пизистрата – владао Атином са прекидима од 560. п. н. е. до 527. п.н.е. Пизистрат је установио Панатински празник о коме су се рецитовале Хомерове песме. У ту сврху у атичкој редакцији припремљена су државна издања тих песама.
Ауторство „Одисеје“ се приписивало Хомеру, али, нема ниједног поузданог податка о животу Хомера због чега се у његову историчност сумња. У вези с тим настало је у науци хомерско питање.
Основни мотив „Одисеје“ је повратак главног јунака Одисеја у своју отаџбину Итаку по завршетку Тројанског рата уз помоћ богова.
Овај еп има ланчану композицију – дванаест певања – епизоде о лутању Одисеја, које се настављају једна на другу.

### Прво певање
Песник на самом уводу у радњу епа говори како су богови, после седам година, одлучили да је дошло време за повратак Одисеја кући, јер је све те године он био заточеник нимфе Калипсе на острву Огигија. Богиња Атина се одлучује да посети његовог сина Телемаха на Итаки.

### Друго певање
Атина се пред Телемахом појављује у лику Ментора и говори му да има предосећај да ће му се отац ускоро вратити. Просци, сматрајући да је Одисеј мртав, и даље немилосрдно троше Одисејев иметак и са великим нестрпљењем ишчекају да Пенелопа напокон себи изабере супружника.
Годинама се Пенелопа служила лукавством да би одбила просце. Говорила је да ће се удати када заврши са ткањем тканине за мртвог Одисеја, али је она сваке ноћи уништавала оно што би преко дана исткала. Неко од просаца је видео шта Пенелопа ради и они су тражили од ње да се напокон одлучи за неког од њих.

### Треће певање
Телемах одлази на оток Пил код краља Нестора, који му говори о судбини многих великих и славних јунака. После тога, Телемах напушта острво Пил и одлази у Спарту да посетити краља Менелаја.

### Четврто певање
Телемах од Менелаја сазнаје да му је отац Одисеј заробљен и да се налази на острву Огигија код нимфе Калипсе.

### Пето певање
Хермес, гласник богова, по заповести Зевса одлази на острво Огигија и нимфи Калипси саопштава да су јој богови наредили да пусти Одисеја. Калипсо, са великим жаљењем пушта Одисеја и он одлази бродом са острва. После неког времена, Посејдон уништава његов брод, али Одисеј успева да преживи.

### Шесто певање
У близини феaчанске обале, Одисеја је пробудио смех девојака. На обали је стајала Наусикаја, краљева кћерка, са својим слушкињама. Оне су показале пут Одисеју до краљеве палате.

### Седмо певање
Одисеја, да га нико не би видео и распитивао се о њему, Атина, претворена у девојчицу, води до краљевске палате. У овом певању је описан Врт Алкиноја.

### Осмо певање
У Одисејеву част, краљ Алкиној приређује забаву, на којој млади певач приповеда о Тројанском рату. У току певања, Одисеј се неколико пута заплакао, и то увек када је песма описивала и јунаштва Одисеја.
Краљ Алкиној је, видевши реакцију, питао Одисеја ко је он и зашто плаче.

### Девето певање
Одисеј открива ко је он и прича своје пустоловине. Говори о томе како се након пада Троје намерио на Киконце, разорио им град, али су га они одагнали. Затим бура код Малије одбацује Одисеја и његову дружину у земљу Лотофага (племена које једе лотос). Одисеј једва успева да одведе дружину одатле, јер су једући лотос заборавили на повратак дому. Он затим прича о Полифему, киклопу који му је у пећини појео двоје људи, кога је победио ослепивши га.

### Десето певање
Даље Одисеј прича како му је бог Еол дао врећу у којој су били ветрови, а његови људи, не знајући шта је у врећи, отворили су је, па су их ветрови вратили натраг одакле су дошли. Тамо, чаробница Кирка његове људе претвара у свиње, а Одисеју Хермес даје траву која спречава да Кирка и Одисеја претвори у свињу. Кирка их после неког времена пушта све да оду вративши им људски облик, а Одисеју је дала упутства како да стигне до Ахерона и подземног света.

### Једанаесто певање
У подземном свету Хада, Одисеј разговара са Тиресијом, са својом мајком и са многим грчким јунацима - Ахилом, Хераклом и другима. Тиресија га саветује да принесе жртве боговима, а нарочито богу Посејдону, који је веома љут на њега јер му је Одисеј ослепео сина Полифема.

### Дванаесто певање
У овом певању, Одисеј приповеда о томе како је, зачепивши уши посади брода, а себе завезавши за јарбол, да не би насукао брод, успео избећи сирене. У наставку, Одисеј говори о Сцили и Харибди - две немани које је успео избегнути, па о острву где његова посада није послушала његова упозорења и жртвовала стоку бога Хелија Хипериона, због чега се Зевс жестоко разљутио и муњом уништио Одисејев брод, тако да је само Одисеј преживео.

### Тринаесто певање
Повратак Одисеја на Итаку. Атина му својим упутствима помаже, и он, претворен у просјака, одлази до свог верног свињара.

### Четрнаесто певање
Одисеј слуша како свињар Еумај прича о своме господару, и схвативши колико му је он веран, обећава му да ће се Одисеј сигурно вратити.

### Петнаесто певање
Док свињар Еумеј, Одисеју прича о својој прошлости, Атина упозорава Телемаха да га просци желе убити, и подучавајући га како да стигне, заповеда му да се врати кући.

### Шеснаесто певање
По повратку кући, Телемах, захваљујући Атининим упутствима, успева да избегне заседу просаца и одлази Еумеју где му Одисеј открива ко је он.

### Седамнаесто певање
Одисеј, као просјак се враћа у двор и, да би видио моралност просаца, проси храну од њих. На улазу у двор, препознавши свог господара, Одисејов пас Аргос умире од среће.

### Осамнаесто певање
Када се на двору појавио још један просјак, одмах се посвађао и потукао са Одисејем. Просци су одобравали свађу и тучу. На крају је Одисеј победио просјака.

### Деветнаесто певање
Пенелопа, која је све то посматрала, упита просјака Одисеја зна ли било шта о њеноме мужу Одисеју, а он јој одговори обећањем да ће се он сигурно вратити. Тада Пенелопа нареди својим слушкињама да окупају просјака, и док су га оне купале, стара слушкиња Еуриклија препознала је Одисејев ожиљак на нози (из лова на вепрове у детињству), али га није одала. 

### Двадесето певање
Атина својом причом смирује Пенелопу која је сањала веома ружан сан. Следећег јутра Одисеј од богова тражи неки знак, а тада му Зевс пошаље муњу из ведра неба.

### Двадесет прво певање
Пенелопа, обећава просцима да ће се удати за онога који на стрељачком такмичењу буде победник. Износи Одисејев лук, али нико од просаца није успео да натегне лук, па ни славни Антиној. И таман када су се сви просци договарали да се такмичење одгоди, Одисеј, прерушен у просјака узима лук, натеже га и погађа стрелом кроз све секире.

### Двадесет друго певање
Одисеј и Телемах убијају све просце.

### Двадесет треће певање
Одисеј тада открива Пенелопи свој идентитет, а она, и даље не верујући да је он Одисеј, упита га за једну њихову тајну. Тражи од њега да помери њихову постељу, нашто Одисеј одговара да је постеља урезана у пањ старе смокве, око које су подигли двор, и да се померити не може. Тек тада је Пенелопа била сигурна да је он заиста Одисеј и бацила му се у наручје.

### Двадесет четврто певање
Док душе просаца силазе у Хад, Одисеј, оцу Лаерту открива ко је он. Итачани, због тога што је Одисеј убио све просце, желе да се освете Одисеју али Атина својом речитошћу мири обе сукобљене стране и спречава обрачун.

## Анализа ликова
- Одисеј - краљ Итаке, главни лик истоименог дела. Одликује га храброст и домишљатост. У целом краљевству а и шире је познат као паметан и стрпљив човек који је уз то био и врло осећајан и великог срца.
- Пенелопа - Одисејева жена, преморена од туге и очаја због губитка вољеног мужа. Чврста и јака жена која није дала да је многобројни просци заведу.
- Телемах - Одисејев и Пенелопин син који је одласком оца у рат од малена морао постати глава куће. Врло неискусан и немоћан да се супротстави просцима који су радо трошили њихово богатство, што се мења повратком његовог оца.
- Атина - богиња мудрости и велика заштитница Одисеја и његове породице која је уз велики труд помагала у разним ситуацијама.[5]